# 976
976 (CMLXXVI) je bilo prestopno leto, ki se je po julijanskem koledarju začelo na soboto.

## Dogodki
- 1. januar

## Smrti
- 10. januar - Ivan I. Cimisk, bizantinski cesar (* 925)
- David Bolgarski (* ni znano)
- Mojzes Bolgarski (* ni znano)
- Harald II., norveški kralj